# کمال‌السلطان
میرزا حسین خان صبا ملقب به کمال‌السلطان، روزنامه نگار و دولتمرد ایرانی دوره قاجار بود.
کمال‌السلطان در زندگی‌نامه خود می‌نویسد: «من پسر مرحوم حاجی عبدالوهاب تاجر، اخوی‌زاده مرحوم آقاعبدالباقی ارباب، نواده آقامحمدحسین ارباب، در ردیف بزرگترین تجار و خانواده‌های تهرانی‌الاصلم که در موقع فوت پدر و عمویم، دو کرور مکنت برایمان باقی ماند و در دامن متزلزل حوادث، آن مال و ثروت رفته رفته از کفمان خارج شد.»
در سال ۱۳۲۴ قمری به خدمت وزارت امور خارجه درآمد و به ترتیب در مناصب زیر کار کرد: عضو اداره دارالتحریر عثمانی (۱۳۲۵ قمری)، منشی اول اداره تشریفات (۱۳۲۷ قمری)، منشی اول دارالتحریر وزارت خارجه (۱۳۲۷ قمری)، منشی اول اداره عثمانی (۱۳۲۷ قمری)، منشی اول تحریرات روس (۱۳۲۹ قمری)، معاونت دوم اداره انگلیس (۱۳۳۱ قمری) و کارگزاری مازندران (۱۳۳۲ قمری). او از سال ۱۳۳۳ قمری روزنامه ستاره ایران را منتشر می‌کرد که روزنامه‌ای مخالف و منتقد رضاخان بود. همچنین در دوره پنجم مجلس شورای ملی از قزوین اعلام کاندیداتوری کرد اما در انتخابات این دوره، که به شدت از سوی رضاخان سردارسپه کنترل می‌شد، به نمایندگی انتخاب نشد.

کمال‌السلطان در سال ۱۳۰۳ خورشیدی درگذشت.  درمورد درگذشت و تدفین او در جلد سوم تاریخ جراید و مجلات ایران نوشته محمد صدر هاشمی اینطور آمده است: «عاقبت در روز شنبه ۲۰ شهر صفر ۱۳۳۴ قمری مطابق سوم میزان ۱۳۰۳ شمسی در طهران بارض سکته جهان فانی را وداع نمود و از مرک خود داغ تازه بر دل آزادیخواهان گذاشت جنازه آنمرحوم را روز یکشنبه با احترام تمام بخاک سپردند و روز دو شنبه تمام مطبوعات و جراید پایتخت تعطیل نموده در مجلس ختمی که در مسجد سپهسالار منعقد شده بود از واردین پذیرائی می‌نمودند.» 
پسر او حسین صبا از استادان موسیقی و سنتورنوازان برجسته ایران بود.